# 中国驻东部和南部非洲共同市场特别代表列表
本列表为中华人民共和国驻东部和南部非洲共同市场历任特别代表名录。

## 历任中国驻东部和南部非洲共同市场特别代表

### 中华人民共和国驻东部和南部非洲共同市场特别代表（2004年至今）
2004年2月，中国政府任命驻赞比亚大使兼任驻东部和南部非洲共同市场特别代表。
| 姓名   | 任命      | 到任          | 递交任命书     | 免职 | 离任          | 外交衔级 | 外交职务 | 备注       | 备注 |
| ------ | --------- | ------------- | -------------- | ---- | ------------- | -------- | -------- | ---------- | ---- |
| 胡守勤 | 2004年2月 |               | 2004年2月3日   |      | 2004年11月    | 大使     | 特别代表 | 驻赞比亚兼 |      |
| 李保东 |           | 2005年8月     | 2005年11月10日 |      | 2007年3月     | 大使     | 特别代表 | 驻赞比亚兼 |      |
| 李强民 |           | 2007年4月21日 | 2007年5月4日   |      | 2011年5月     | 大使     | 特别代表 | 驻赞比亚兼 |      |
| 周欲晓 |           | 2011年5月23日 | 2011年6月28日  |      | 2014年7月     | 大使     | 特别代表 | 驻赞比亚兼 |      |
| 杨优明 |           | 2014年7月20日 | 2014年10月15日 |      | 2018年4月     | 大使     | 特别代表 | 驻赞比亚兼 |      |
| 李杰   |           | 2018年5月15日 | 2018年7月10日  |      | 2022年2月     | 大使     | 特别代表 | 驻赞比亚兼 |      |
| 杜晓晖 |           | 2022年4月17日 | 2022年7月20日  |      | 2024年5月24日 | 大使     | 特别代表 | 驻赞比亚兼 |      |
| 韩镜   |           | 2024年8月6日  | 2024年8月20日  | 现任 |               | 大使     | 特别代表 | 驻赞比亚兼 |      |